# 藤田親代
藤田 親代（ふじた ちかよ、1924年 - ）は、日本の小児科医。

## 略歴
私立鷗友学園高等女学校、帝国女子医学・薬学・理学専門学校医学科（現在の東邦大学）卒業。
国立東京第二病院小児科→日本電信電話公社関東逓信病院小児科勤務。
昭和34年（1959年）5月より東京都世田谷区奥沢6-13-3の自宅で昭和48年（1973年）まで小児科開業。
その後、東邦大学医学部関連の社会福祉法人鶴風会東京小児療育院病院（肢体不自由児）・みどり愛育園（重症心身障害児）に短期間勤務の後、川崎市立井田病院小児ぜんそくセンター室長、昭和63年（1988年）11月より再び自宅にて小児科開業。